# Paint Shop Pro
O Paint Shop Pro (PSP) é um programa completo de edição de imagens e de gráficos vetoriais. Até Outubro de 2004, pertencia a Jasc Software Inc., com sede em Minneapolis, EUA. Atualmente os direitos do software pertence a empresa canadense Corel Corporation, e seu nome mudado para Corel Paint Shop Pro.
Este programa compete diretamente com o Photoshop, da empresa Adobe, o Fireworks, da Macromedia (atualmente pertencente a Adobe) e o GIMP, um programa gratuito de tratamento de imagens de livre distribuição sob licença GNU.
O Paint Shop Pro (PSP) é um avançado editor de gráficos bitmap e vetoriais para computadores rodando o sistema operacional Windows. Foi originalmente publicado pela Jasc Software. Em outubro de 2004, a Corel Corporation comprou a Jasc Software, e com ela, os direitos de distribuição do Paint Shop Pro.

## História
A primeira versão, 1.0, foi lançada no início de 1992. O PSP foi originalmente distribuído como shareware, mas agora é vendido por US$ 100 ou, após o desconto, US$ 50 – o que é consideravelmente mais baixo que o preço de seu principal competidor, o Adobe Photoshop.
Sua funcionalidade é fácil de aprender e sua base de usuários é maior devido ao fato de muitos scanners de médio custo virem acompanhados com o PSP como sua ferramenta principal de edição de imagem, e muitos OEMs, incluindo a Dell, distribuía ou distribui o PSP juntamente com seus sistemas.
Muito da popularidade do Paint Shop Pro pode ser atribuído ao fato dele ser muito mais barato que a maioria dos editores de imagens profissionais, como o Adobe Photoshop. Ao invés disso, ele compete com produtos na mesma faixa de preço, como o Adobe Photoshop Elements. Ele também usa a mesma arquitetura de plugin como o Photoshop, permitindo um alto grau de expansibilidade.
Apesar de o Paint Shop Pro e o Photoshop serem funcionalmente similares para a maioria de usuários casuais, o encarecido Photoshop oferece características importantes para alguns profissionais que estão indiponíveis no Paint Shop Pro. Por exemplo, o Photoshop oferece gerenciamento de cores CMYK (não introduzidas até o PSP X) e está disponível em uma versão do Apple Macintosh. Estas características permanecem críticas para a indústria de publicação de impressão.
No entanto, o PSP suporta ambos os gráficos do tipo raster e vetores, considerando que o Photoshop suporta apenas gráficos raster. (Adobe Systems comercializa o Adobe Illustrator para gráficos vetoriais.) Isto tornou o PSP editor razoavelmente popular para gráficos vetoriais.
Da versão 5.01 até a versão 8, a Jasc juntou o Animation Shop, um editor de gráficos animados, com o Paint Shop Pro. O programa está agora disponível separadamente por US$ 40.
Com a versão 8.0 do PSP, a Jasc fez algumas mudanças maiores ao PSP. A mudança mais óbvia foi o novo visual do programa através do uso de elementos GUI totalmente novos. A versão 8.0 também introduziu a habilidade de controlar a maioria dos elementos os PSP através de Scripts ou Macros. Algumas mudanças, no entanto, não foram bem recebidas por todos os usuários. Alguns usuários se queixaram que o tempo de iniciar a versão 8.0 era de dezenas de segundos, sendo que a versão anterior inicializava em poucos segundos. Alguns usuários também se queixaram que as mudanças feitas nos pincéis e outras ferramentas as tornaram muito menos precisas que nas versões anteriores. Isto fez com que algumas pessoas continuassem a utilizar a versão 7.0 do programa. A versão 9 posteriormente resolveu alguns desses problemas.
A última versão, Paint Shop Pro X, foi lançada em setembro de 2005 e agora carrega o nome Corel Paint Shop Pro X. Mudanças mais significativas incluem um Centro de Aprendizado reformulado que ajuda os novos usuários a começarem a aprender, ferramentas de Makeover (Removedor de Manchas, Escova de Dentes/clareador, e pincel bronzeador), simulador de filme Infra-Vermelho, e conversor de filmes Preto-e-Branco que inclui efeitos de filtro de cor.

## Versões
- 1996 -  1 de Julho — 4.00: Esta foi a primeira versão de 32 bits lançada até então (para Windows 95 e Windows NT 4.0). A versão 3.12 ficou disponível para download por algum tempo depois.
- 1996 - 3 de Setembro — 4.10
- 1997 - 10 de Janeiro — 4.12
- 1997 - 13 de Outubro — 4.14
- 1998 - 6 de Abril — 5.00:  Esta versão trouxe uma grande mudança de interface, incluindo suporte para layers.
- 1998 - 15 de Junho — 5.01
- 1999 - 10 de Maio — 5.30
- 1999 - 13 de Setembro — 6.00
- 1999 - 15 de Dezembro — 6.01
- 2000 - 7 de Fevereiro — 6.02
- 2000 - 21 de Setembro — 7.00
- 2001 - 11 de Fevereiro — 7.01
- 2001 - 5 de Março — 7.02
- 2001 - 22 de Agosto — 7.04: Isto coincide com o lançamento da "Edição de Aniversário" do Paint Shop Pro 7. Presumivelmente,  o lançamento da primeira versão do Paint Shop Pro foi em 22 de Agosto de 1991.
- 2002 - 2 de Junho — 7.05: Isto não foi claro ou não foi um lançamento oficial. Alguns downloads desta versão estavam disponíveis, porém todos os conteúdos do website referem à versão 7.04 como a última atualização.
- 2003 - 28 de Abril — 8.00
- 2003 - 17 de Junho — 8.01
- 2003 - 7 de Outubro — 8.10: A última versão que suportava o Windows 95
- 2004 - 18 de Agosto — 9.00
- 2004 - 21 de Setembro — 9.01: A última versão que suportava o Windows 98/ME
- 2005 - 8 de Setembro — 10.00: Corel Paint Shop Pro X
- 2006 - 11 de Setembro — 11.00: Corel Paint Shop Pro Photo XI
- 2006 - 16 de Fevereiro — 11.20: Última versão a dar suporte ao Windows 2000
- 2007 - 5 de Setembro — 12.00: Corel Paint Shop Pro Photo X2